# 阜康鱼属
阜康鱼属（学名：Fukangichthys）是广义古鳕目的一属。

## 下属物种
本属包括以下物种：
- 长背鳍阜康鱼 Fukangichthys longidorsalis Su, 1978，发现于新疆维吾尔自治区昌吉回族自治州阜康市的晚三叠世（T3）的化石。